# Олімпійський парк Барра

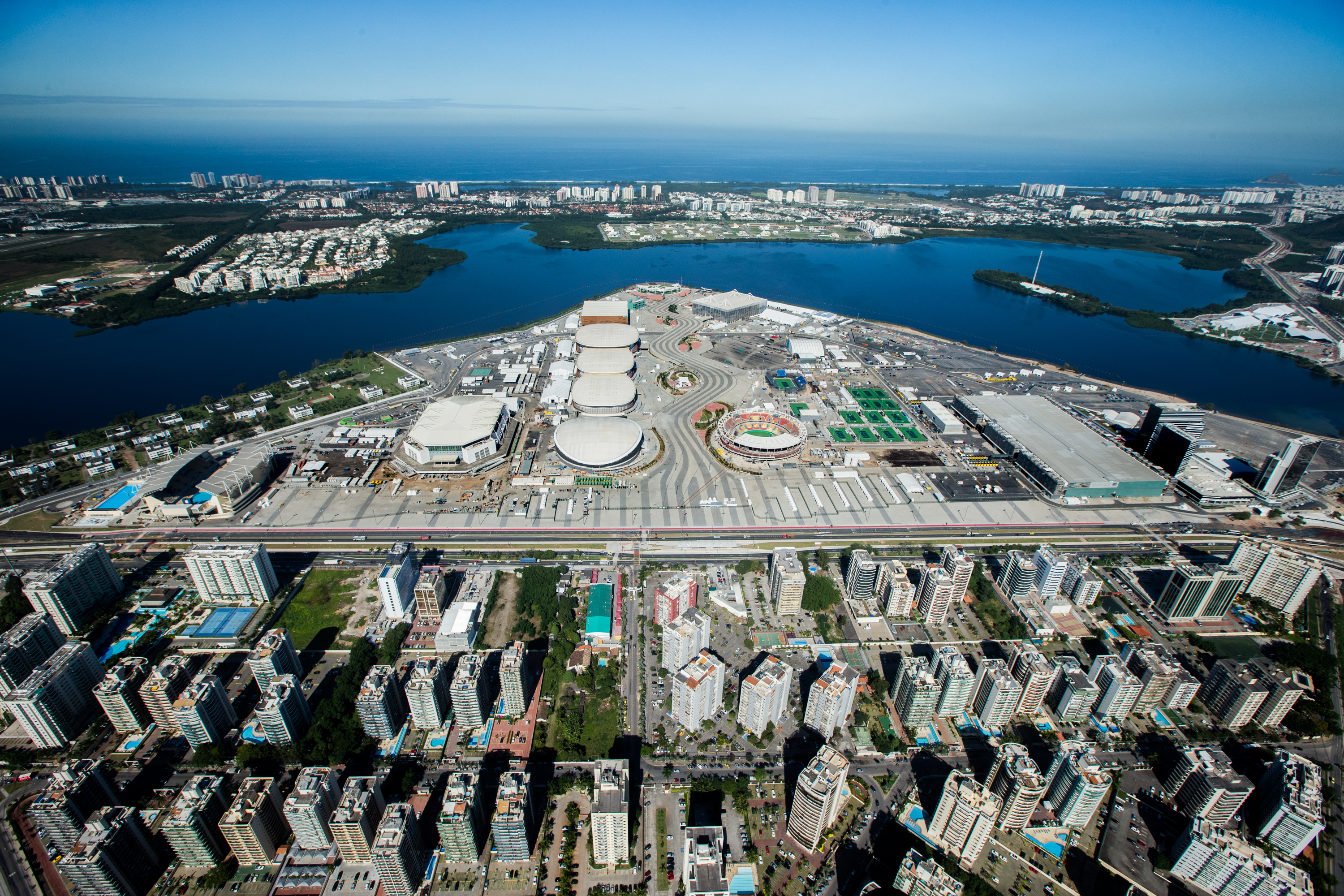
Олімпійський парк у Барра-да-Тіжука

Олімпійський парк Ба́рра (порт. Parque Olímpico da Barra) — комплекс з дев'яти спортивних споруд у Барра-да-Тіжука у західній частині Ріо-де-Жанейро. Створений для проведення Олімпійських ігор 2016. З дев'яти об'єктів сім є постійними, два — тимчасовими.
На місці парку раніше розташовувався автодром Жакарепагуа, де в 1980-х проходили змагання у межах Гран-прі Бразилії. З 1990 року перегони «Формула-1» проводять на автодромі Жозе Карлуса Пачі.

## Об'єкти

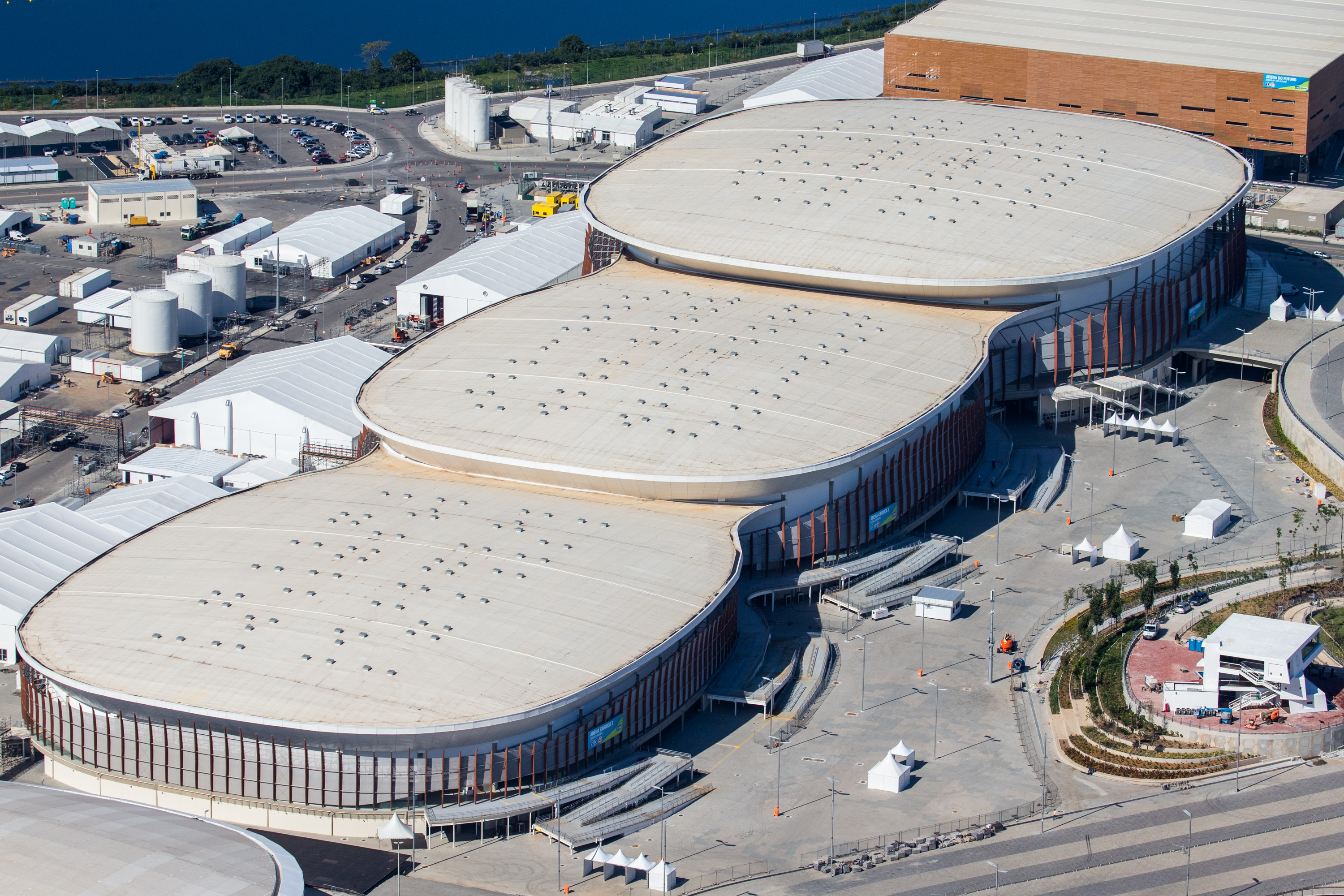
Комплекс з трьох Арен Каріока

- Арена Каріока 1: баскетбол (16 000 глядачів)
- Арена Каріока 2: боротьба, дзюдо (10 000 глядачів)
- Арена Каріока 3: фехтування, теквондо (10 000 глядачів)
- Арена ду Футуру: гандбол (12 000 глядачів)
- Водний парк імені Марії Ленк: стрибки у воду, синхронне плавання, водне поло (5 000 глядачів)
- Олімпійський водний стадіон: плавання, плей-оффи з водного поло (15 000 глядачів)
- Олімпійський тенісний центр: теніс (головний корт — 10 000 глядачів)
- Олімпійська арена Ріо: гімнастика (12 000 глядачів)
- Олімпійський велодром Ріо: велоперегони (5 000 глядачів)[3][4].

## Подальше використання

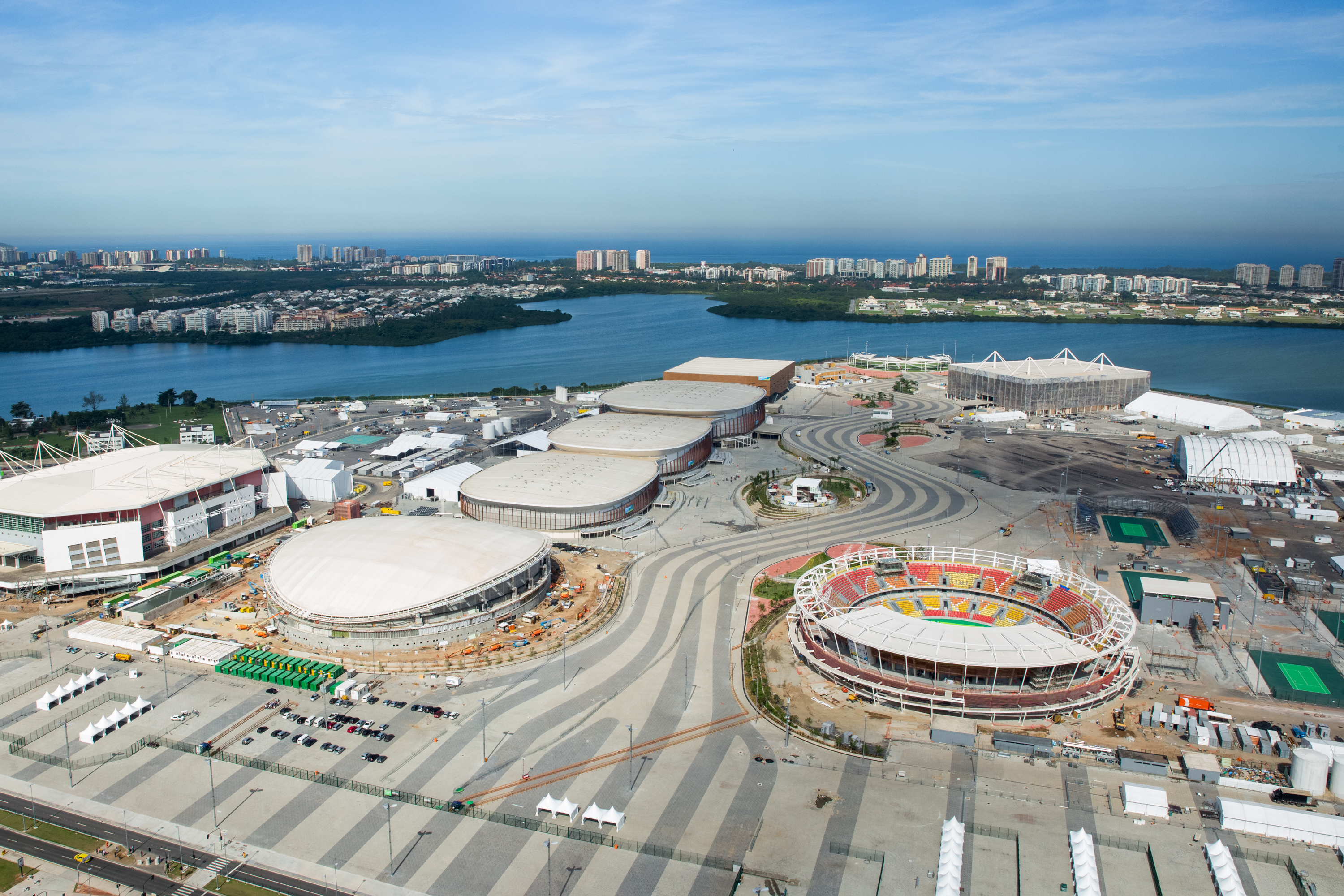
Загальний вигляд з пташиного польоту

Після закриття Літніх Олімпійських і Паралімпійських ігор 2016 «Арену Каріока 3» планують перетворити на спортивну школу, а інші шість олімпійських постійних об'єктів стануть частиною Олімпійського тренувального центру.